# José Sylvio Fiolo
José Sylvio Fiolo (Campinas, 2 de março de 1950) é um ex-nadador brasileiro, recordista mundial dos 100 m nado de peito em 1968.

## Trajetória esportiva
Um dos maiores nadadores brasileiros de todos os tempos, Fiolo começou a nadar aos 11 anos, no Clube Campineiro de Regatas e Natação e, depois, transferiu-se para o Guarani.
Em 1966 participou de seu primeiro campeonato sul-americano. Aos 16 anos, mudou-se para o | e treinou no Botafogo.
Competiu nos Jogos Pan-Americanos de 1967 em Winnipeg, onde conquistou a medalha de ouro nas provas dos 100 e 200 metros nado peito, e a medalha de bronze no revezamento 4 x 100 metros medley.
Seu maior feito ocorreu em 12 de fevereiro de 1968, aos 17 anos, quando, sozinho na piscina mas na frente de uma multidão nas arquibancadas do Clube de Regatas Guanabara, no Rio de Janeiro - no mesmo lugar e da mesma maneira que Manuel dos Santos quebrara, sete anos antes, o recorde mundial dos 100 metros livre - estabeleceu a então melhor marca do mundo para a prova de peito, em 1m06s4.
No mesmo ano em que quebrou o recorde mundial dos 100 metros livre, foi aos Jogos Olímpicos da Cidade do México e chegou em quarto lugar nos 100 metros nado peito; também participou dos 200 metros peito e 4 x 100 metros medley, mas não foi à final.
Aos 19 anos, foi para os Estados Unidos para treinar e estudar.
Nos Jogos Pan-Americanos de 1971 em Cali, conseguiu a medalha de bronze nos 100 metros nado peito e no revezamento 4 x 100 metros medley.
No ano seguinte foi aos Jogos Olímpicos de Munique, participando da final do revezamento 4 x 100 metros medley e nos 100 metros nado peito.
Nos Jogos Pan-Americanos de 1975 na cidade do México, conquistou, mais uma vez, a medalha de bronze nos 100 metros nado peito e no revezamento 4 x 100 metros medley.
Nos Jogos Olímpicos de Verão de 1976, em Montreal, chegou à semifinal nos 100 metros nado peito.
Parou de nadar aos 27 anos e começou a trabalhar como técnico de natação. Em 1988, desiludido com a falta de estrutura da natação brasileira, mudou-se para a Austrália, onde mora até hoje com sua família e dá aulas de espanhol. Seu filho, Pietro Figlioli, foi jogador de polo aquático da seleção australiana, e depois naturalizou-se italiano, e joga polo aquático pela Itália.